# Adenia pechuelii
Adenia pechuelii je polugrm iz porodice Passifloraceae, namibijski je endem.

## Opis
Adenia pechueliiSN|104]]SN|104]] je endem širokog pojasa namibijske polupustinje koja se proteže sjeverno od Walvis Baya do središnje pokrajine Kunene. Procjenjuje se da postoji 30-35 subpopulacija, a većina se opisuje kao mala. Trenutno se čini da je većina subpopulacija pogođena prekomjernim sakupljanjem. Sastoji se od velikog nadzemnog, pomalo poluloptastog kaudeksa do 90 cm na glavnom korijenu, masnu podlogu na vrhu raspoređenih sivo-zelenih grana, bez bodlji te mu daje ježoliki izgled.
Stanište: Biljke se učvršćuju u pukotinama stijena i čuvaju vlagu u svojim pahipodnim deblima. Rastu u pustinji gdje malo što drugo može rasti.
Cvjetovi: Ljeti na odvojenim biljkama nosi ili muške ili ženske limetazelene cvjetove, ali će ženski cvjetovi biti mnogo slađeg mirisa. Prvi put će procvjetati u dobi iznad trideset godina.

## Uzgoj i razmnožavanje
A. pechuelli je sporo rastuća vrsta čak sporije raste od svoje rođake A. glauca, no moguće je donekle povećati brzinu rasta osiguravanjem odgovarajuće količine vode, topline i gnojiva tijekom aktivnog uzgoja vegetacijske sezone, ali podložna je truljenju ako je prevlažna. Poput posuda s velikim drenažnim otvorima, treba vrlo poroznu podlogu (dodaje se plovućac, vulkanit i perlit) pazeći da je glavno deblo posađeno s većinom korijena ispod linije kaudeksa. Rijetko će koristiti gornju trećinu svog tla i često to područje služi kao malč ili potporanj za stabljiku. Ova biljka ima izvrsnu toleranciju na toplinu i potrebno joj je puno sunca do svjetlosti u sjeni, može se uzgajati na otvorenom u klimama bez mraza, u svakom slučaju treba je održavati na temperaturi iznad 4°C i sušiti zimi.
Razmnožavanje: Sjemenke (reznice su moguće, iako ne stvaraju uobičajeni kaudeks. Međutim, čini se da reznice uzete sa zrelih biljaka više cvjetaju i stoga daju više sjemena).

## Uobičajena imena uključuju
- Engleski: Slonova noga, Elephant's foot
- Njemački: pustinjska korabica, Wüstenkohlrabi.[2]

## Sinonimi
- Echinothamnus pechuelii Engl.; Bot. Jahrb. 14: 383 (1892), K. Schum. in Monatsschr. Kakteenkd. 5: 54 (1895)

## Vanjske poveznice
|  | Zajednički poslužitelj ima još gradiva o temi Adenia pechuelii |
|  | Wikivrste imaju podatke o taksonu Adenia pechuelii             |